# Cisco Systems
Cisco Systems, Inc. és una empresa multinacional amb seu en San José (Califòrnia), als Estats Units, dedicada principalment a la fabricació, venda, manteniment i consultoria d'equips de telecomunicacions tals com:
- Dispositius de connexió per a xarxes informàtiques: routers (encaminadors), switches (commutador) i hubs (concentradors);
- Dispositius de seguretat com a tallafocs i concentradors per a VPN;
- Productes de telefonia IP com telèfons i el CallManager (una PBX IP);
- Programari de gestió de xarxa com CiscoWorks, i
- Equips per a xarxes d'àrea d'emmagatzemament.

El 2010 Cisco Systems era líder mundial en solucions de xarxa i infraestructures per a Internet.
Fins al 8 de juny de 2009, era considerada una de les grans empreses del sector tecnològic i un important membre del mercat del NASDAQ, o mercat accionari de tecnologia. Posterior a aquesta data i gràcies a la seva solidesa, ingressa a l'índex d'industrials Dow Jones.

## Història

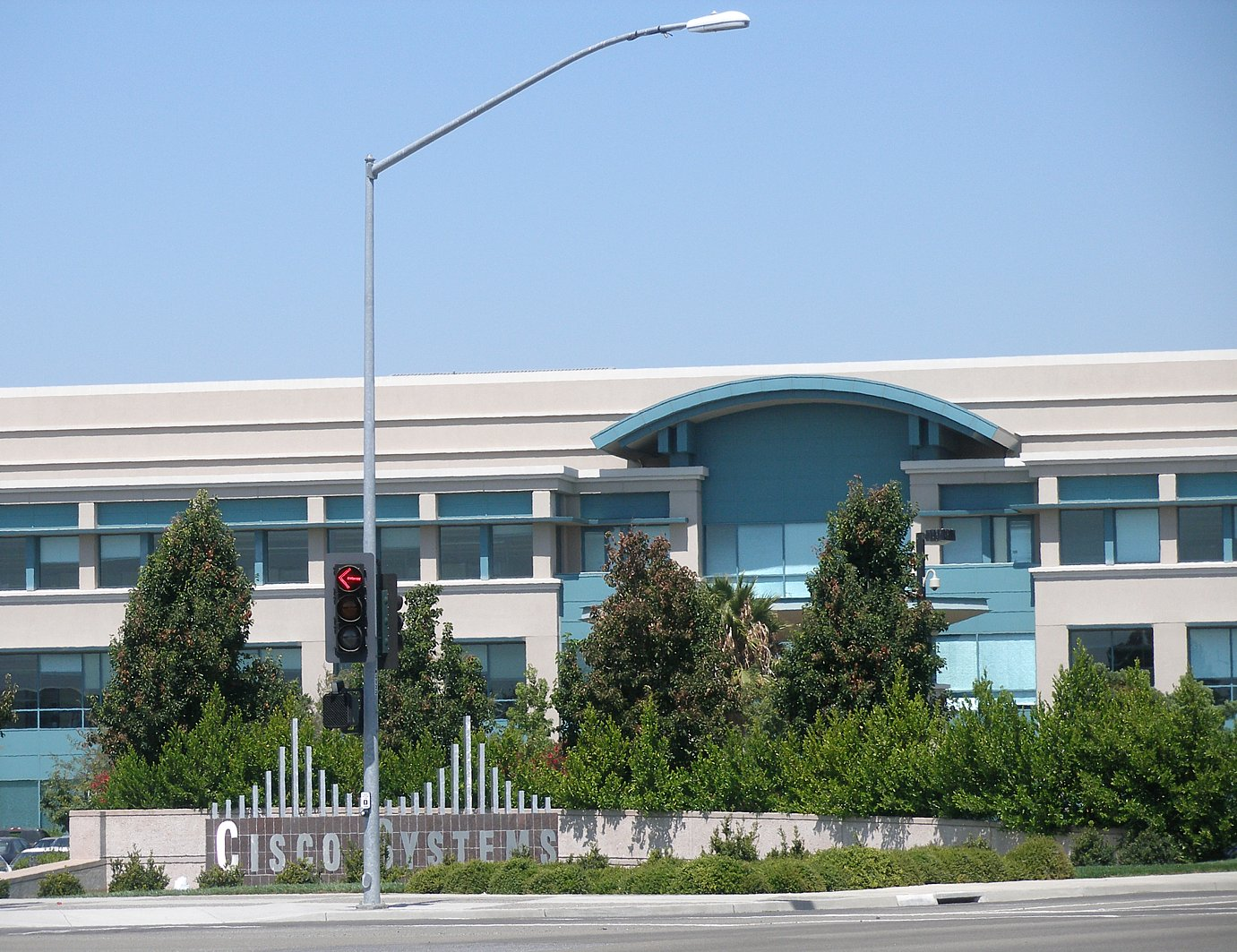
Seu de Cisco Systems a San José, Califòrnia.

L'empresa va ser fundada el 1984 pel matrimoni de Leonard Bosack i Sandra Lerner, que formaven part del personal de computació de la Universitat Stanford. El nom de la companyia ve de la paraula «San Francisco». El logotip és el pont Golden Gate.
Bosack va adaptar el programari per a encaminadors multiprotocol originalment escrit per William Yeager, un altre empleat d'informàtica en aquesta universitat. Cisco Systems va crear el primer encaminador comercialment reeixit.

## Mitjans de comunicació i premis
Els productes de Cisco, sobretot telèfons IP i telepresència, són vistos sovint en pel·lícules i sèries de televisió. La mateixa empresa i la seva història va aparèixer en la pel·lícula documental Something Ventured que es va estrenar l'any 2011.
Cisco ser en 2002-03 guanyador del Premi Ron Brown Award, Cisco es manté normalment en la part superior de la llista Fortune "100 Millors Companyies per Treballar", amb la posició Número 20 el 2011.

### Adquisicions
- 2012 -
  - NDS Technologies per 5000 miions de dòlars.
  - Cradient Technologies per 140 milions de dòlars.
- 2013 - 
  - Cognitive Security, analitza amenaces en temps real.[9]
  - SolveDirect, serveis del núvol, per 21 milions de dòlars.[10]
  - Sourcefire, seguretat, per 2700 milions de dòlars.[11]
- 2015 - 
  - OpenDNS, seguretat en el núvol, per 635 milions de dòlars.[12]
  - MaintenanceNet, software al núvol dedicat al control de contractes a clients, per 139 milions de dòlars[13]
  - Lancope, anàlisis del tràfic de dades entre xarxes, per 453 milions de dòlars.[14]
- 2016 - 
  - Jasper Technologies, internet de les coses, per 1400 milions de dòlars.[15]
  - CloudLock, seguretat al núvol, per 293 milions de dòlars.[16]
- 2017 - 
  - AppDynamics, optimització del cloud, per 3700 milions de dòlars.[17]
  - Viptela, software per al núvol, 610 milions de dòlars.[18]
  - Mindmeld, intel·ligència artificial, per 125 milions de dòlars.[19]
  - Observable Networks, monitoratge de xarxes, per milions de dòlars.[20]
  - Springpath, hiperconvergència, per 320 milions de dòlars.[21]

## Certificacions Cisco
Cisco Systems també patrocina una línia de certificacions professionals per als productes de Cisco. Hi ha cinc nivells de certificació: Inicial (CCENT), Associat (CCNA / CCDA), Professional (CCNP / CCDP), Expert (CCIE / CCDE), i recentment, Arquitecte, així com vuit rutes diferents, Encaminament i Switching, Disseny, Seguretat de xarxes, proveïdor de serveis, operacions del proveïdor de serveis, xarxes d'emmagatzematge, veu, Datacenter i Wireless.
També de tècnic especialista, vendes i certificacions de centres de dades estan també disponibles.
Cisco també ofereix capacitació per a aquestes certificacions a través d'un portal anomenat Cisco Networking Academy. Les escoles que qualifiquen poden ser membres de l'Acadèmia de Networking de Cisco i després proporcionar el nivell de CCNA o d'altres cursos de nivell. Els Instructors de Cisco Academy han de ser tenir el certificat CCNA per ser un instructor certificat CCAI.